# Winsen (Luhe)
Pour les articles homonymes, voir Winsen.
Winsen (Luhe) est une ville allemande située en Basse-Saxe et chef-lieu de l'arrondissement de Harburg.

## Commune
À la suite d'une réforme des communes en 1972, 13 communes auparavant indépendantes sont rattachées administrativement à Winsen (Luhe) et sont désormais devenus des quartiers de la ville dans son ensemble, chacun avec son propre maire, nommé pour 5 ans : Bahlburg, Borstel, Gehrden, Hoopte, Laßrönne, Luhdorf, Pattensen, Rottorf, Roydorf, Sangenstedt, Scharmbeck, Stöckte et Tönnhausen.

## Histoire
| Appartenances historiques Duché de Brunswick-Lunebourg 1235-1269 Principauté de Lunebourg 1269-1705 Électorat de Brunswick-Lunebourg 1705-1807 Royaume de Westphalie 1807-1811 Empire français (Bouches-de-l'Elbe) 1811-1814 Royaume de Hanovre 1814-1866 Royaume de Prusse (Province de Hanovre) 1866-1918 République de Weimar 1918-1933 Reich allemand 1933-1945 Allemagne occupée 1945-1949 Allemagne 1949-présent |

## Personnalités liées à la ville
- Kurt Waeger (1893-1952), militaire allemand, mort à Winsen.
- Ernst von Salomon (1902-1972), écrivain allemand, mort à Stöckte.
- Johannes Brahms (1833–1897), compositeur y a séjourné régulièrement dans sa jeunesse de 1847 à 1853.

## Jumelage
- Le Pont-de-Claix (France)